# Agdistis
Agdistis bylo božstvo řecké, římské a anatolské mytologie, které mělo jak mužské, tak ženské pohlavní orgány. Je úzce spjato s frygskou bohyní Kybelé. Její androgynie byla vnímána jako symbol divoké a nekontrolovatelné povahy. Právě tato vlastnost hrozila bohům a nakonec vedla k jejímu zničení.

## Mytologie

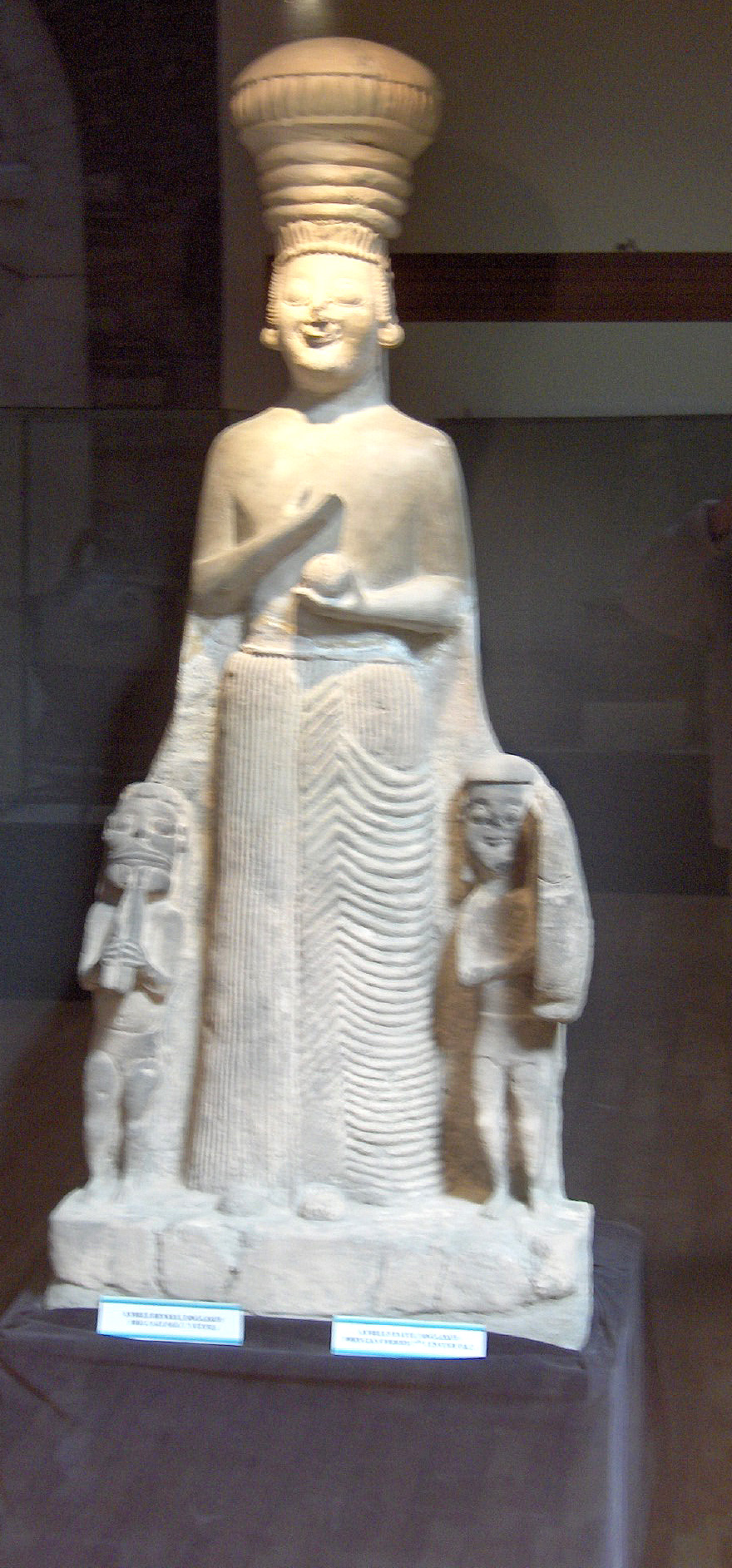
Vápencová socha bohyně Kybele; výška : 126 cm; frygické období; Boğazköy; polovina 6. st. před naším letopočtem; Muzeum anatolských civilizací, Ankara, Turecko

Podle Pausania při jedné příležitosti Zeus nevědomky zplodil se Zemí nadlidskou bytostí, která byla najednou mužem a ženou a nazývala se Agdistis. V jiných verzích existovala skála zvaná „Agdo“, na které spala Velká matka. Zeus oplodnil Velkou matku (Gaia), která porodila Agdistis.
Bohové se báli mnohotvárného Agdistise. Jedno božstvo (v některých verzích Liber, v jiných Dionýsus ) vložil Agdistisovi do pití uspávadlo. Poté, co Agdistis usnul, Dionýsus svázal silným lanem Agdistisovu nohu k jeho mužskému genitálu (φαλλός). Když se Agdistis probudil, vstal a odtrhnul svůj penis a tím se vykastroval. Krev z jeho genitálií oplodnila Zemi a z tohoto místa vyrostl mandlový strom. Jednou, když Nana, dcera boha řeky Sangaria, sbírala plody tohoto stromu, vložila do svého ňadra několik mandlí (v jiných tradicích šlo o granátové jablko ); mandle zmizely a ona otěhotněla s Attisem. V některých verzích se Attis narodil přímo z mandlí.
Attis byl tak výjimečně krásný, že když dospěl, Agdistis se do něj zamiloval. Jeho příbuzní ho však předurčili, aby se stal manželem dcery krále Pessina, a podle toho k ní odešel. V některých verzích král zasnoubil Attise s jeho dcerou, aby potrestal Attise za jeho incestní vztah s matkou. Ve chvíli, kdy zazněla manželská píseň, se objevila Agdistis a všichni svatební hosté se zbláznili, což způsobilo, že se Attis i král Pessinus vykastrovali a nevěsta si uřízla prsa. Agdistis musela činit pokání. Pausaniás zmiňuje také kopec jménem Agdistis ve Frýgii, na jehož úpatí se věří, že je Attis pohřben.
Poněkud odlišný příběh uvádí Arnobius, ve kterém je Attis milován Agdistem i Kybelé.

## Kult
Podle Hesychia a Straba je Agdistis stejný jako Kybelé, který byl v Pessinu uctíván pod tímto jménem. Na mnoha starověkých nápisech je Agdistis jasně odlišná od Kybelé, ale na mnoha dalších je uvedena pouze jako epiteton Kybelé.
Primárně byla anatolskou bohyní. Do roku 250 př. n. l. se kult božstva rozšířil do Egypta a později do Attiky. Nápisy věnované jí byly nalezené u Mithymny a Parosu.